# UDN TV
udn tv是聯合報系旗下曾經存在的網路電視頻道，總部位於新北市汐止區聯合報系總部大樓。
聯合報系在2008年北京奧運舉辦期間推出聯合影音網，並開始籌備開辦udn tv。
2012年7月30日，國家通訊傳播委員會召開委員會議，決議核准聯合報系申請電視新聞頻道「UDN新聞台」。
2013年8月1日，udn tv正式開播，聯合報系董事長王文杉在開播記者會上說，這只是聯合報系邁向數位匯流的一個階段，將會繼續努力。
2015年4月8日，原住民族電視台與udn tv簽署合作協議，雙方無償提供新聞內容。
2016年7月1日，udn tv自臺灣數位有線電視與中華電信MOD停播，併回聯合影音網。

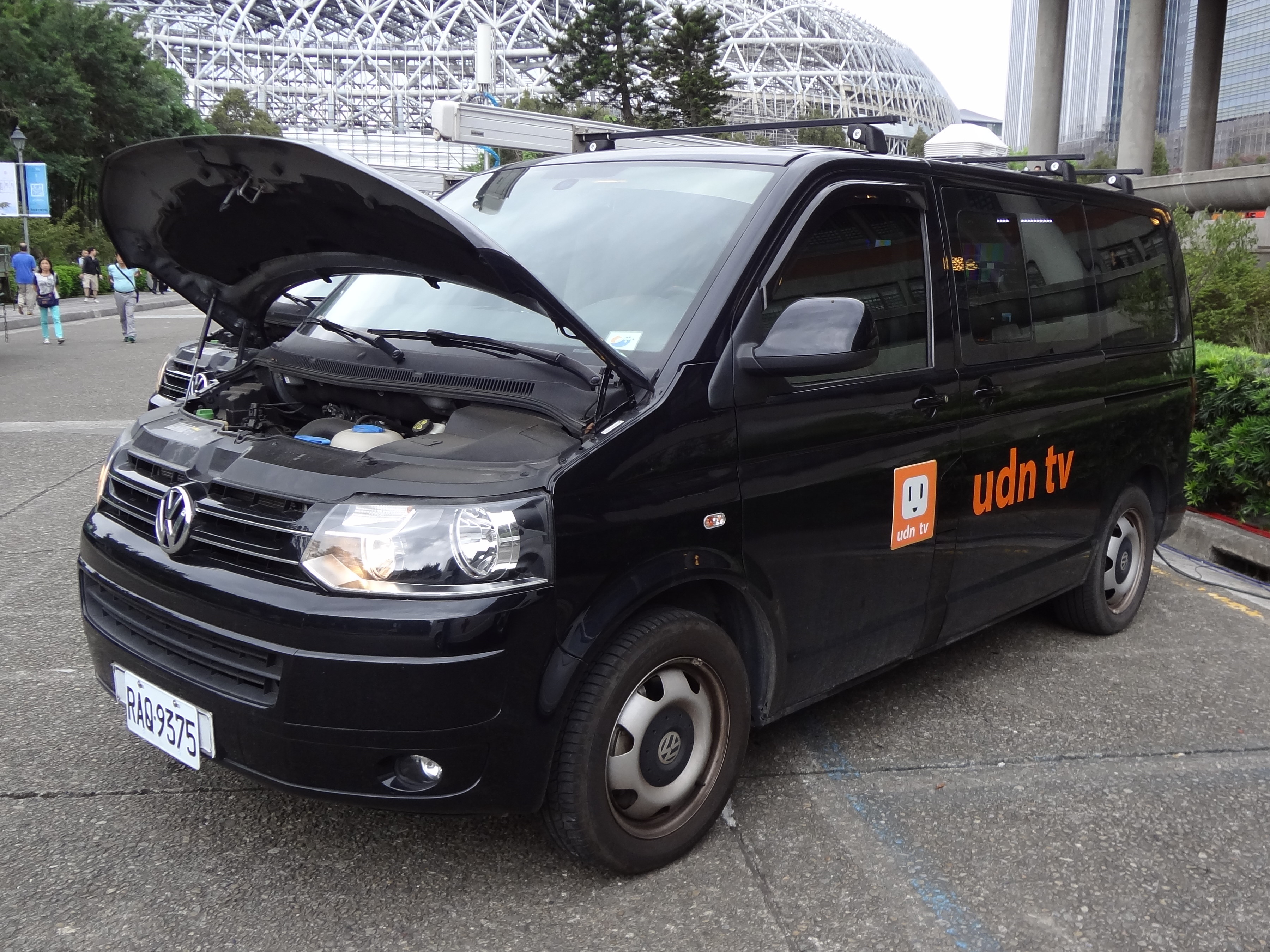
udn tv轉播車

## 外部連結
- 聯合影音網 （页面存档备份，存于）（繁體中文）
- YouTube上的udn video頻道